# محوطه قاباخ زمی
محوطه قاباخ زمی مربوط به دوره تاریخی ـ اشکانی است و در شهرستان مرند، دهستان هرزندات غربی، روستای زال واقع شده و این اثر در تاریخ ۸ بهمن ۱۳۸۵ با شمارهٔ ثبت ۱۷۰۸۱ به‌عنوان یکی از آثار ملی ایران به ثبت رسیده است.